# 筒井広志
筒井 広志（つつい ひろし、1935年8月26日 - 1999年2月28日）は、日本の作曲家、小説家。歌手・舞台女優のひらたよーことピンク・レディーXでデビューした元アイドル歌手の筒井明日は娘。東京生まれ。

## 概要
慶應義塾大学法学部卒業。大学卒業後、広瀬健次郎に師事し、作曲家としてCMソングやアニメの主題歌を中心に活動。1964年頃より江利チエミの編曲家としてテレビの歌番組、舞台などで音楽活動を支えた。小林亜星と組んだ仕事も多い（小林作曲、筒井編曲）。代表的な作品としては、「ピンポンパン体操」（阿久悠作詞・小林作曲・筒井編曲）やよみうりテレビ『びっくり日本新記録』のテーマ音楽等がある。
1981年、『我等が宇宙永遠に平和なれ』で小説家デビュー。小説『アルファ・ケンタウリからの客』をミュージカル化した『シャボン玉とんだ宇宙までとんだ』（音楽座・横山由和脚本・演出・土居裕子主演）がある。
ラジオの人生相談でレギュラー相談員をつとめたこともある。1999年に63歳で急逝。

## 主な作品

### 作曲
- 『かっぱえびせん』（カルビー CM）
- 『冒険コロボックル』（オープニングテーマ『白い風にのって』、エンディングテーマ『冒険コロボックル』作曲）
- 『おだてブタ』（ヤッターマン 挿入歌、本人歌唱）
- 「この雨に濡れて」（1969年、ミュージカル『シャボン玉とんだ宇宙までとんだ』劇中歌 歌唱：江利チエミ）
- 『ドリーム』（1988年、ミュージカル『シャボン玉とんだ宇宙までとんだ』主題歌　歌唱：土居裕子）

### 編曲
- 『きめろ!スマッシュ』（1971年、『コートにかける青春』より。作曲：小林亜星、歌唱：堀江美都子）
- 『剣道一本』（1972年、『剣道一本!』より。作曲：小林亜星、歌唱：三浦友和）
- 『剣道仲間』（1972年、『剣道一本!』の副主題歌。作曲：小林亜星、歌唱：子門真人）
- 『京の手まり唄』（1973年、作曲：小林亜星、歌唱：美空ひばり）
- 『おそば屋ケンちゃん』（1975年、『おそば屋ケンちゃん』より。作曲：牧野由多可、歌唱：宮脇康之）
- 『1.2の3のごあいさつ』（1975年、『ロンパールーム』より。歌唱：いのうえみどり、コロムビアゆりかご会）
- 『いつでも青空』（1975年、『それ行け!カッチン』より。作曲：冬木透、歌唱：真理ヨシコ）
- 『青春の嵐』（1979年、『けっぱれ!大ちゃん』より。作曲：菊池俊輔、歌唱：川津恒一）
- 『ボイスラッガーアクション』（1999年、『ボイスラッガー』より。作曲：菊池俊輔、歌唱：水木一郎）

### 劇伴曲
- 映画『踊りたい夜』（1963年）
- オバケのQ太郎（1965年）
- パーマン（1967年）
- 映画『お熱い休暇』（1968年）
- 男一匹ガキ大将（1971年）
- ハゼドン（1972年）
- 快傑ライオン丸（1972年）
- 魔法使いチャッピー（1972年）
- 風雲ライオン丸（1973年）
- ドロロンえん魔くん（1973年）
- 超電磁ロボ コン・バトラーV（1976年）
- ブロッカー軍団IVマシーンブラスター（1976年）
- マシンハヤブサ（1976年）
- ベルサイユのトラック姐ちゃん（1976年）
- 超電磁マシーン ボルテスV（1977年）
- とびだせ!マシーン飛竜（1977年）
- 女王陛下のプティアンジェ（1977年）
- 科学忍者隊ガッチャマンII（1978年）
- 宇宙魔神ダイケンゴー（1978年）
- 未来ロボ ダルタニアス（1979年）
- 科学忍者隊ガッチャマンF（1979年）
- 花の子ルンルン（1980年）
- 怪物くん（1980年）
- 宇宙大帝ゴッドシグマ（1980年）
- 警視庁殺人課（1981年）
- ロボット8ちゃん（1981年）
- あさりちゃん（1982年）
- フクちゃん（1982年）
- ベムベムハンターこてんぐテン丸（1983年）
- クイズ番組『貴女も社長ハイ&ロー』（1984年）
- 人妻捜査官（1984年）
- プロゴルファー猿（1985年）
- Bugってハニー（1986年）
- 藤子・F・不二雄アニメスペシャル SFアドベンチャー T・Pぼん（1989年）
- うじきつよしのワンデイ探検隊（1996年）

### 著書
- 『オレの愛するアタシ』新潮社、1982　のち文庫
- 『アルファ・ケンタウリからの客』新潮社、1983　のち文庫
- 『アンダンテで行こう』潮出版社、1984
- 『夢を見る前にシャワーを浴びて』世界文化社、1987
- 『オーマイパパ』世界文化社、1987
- 『不思議の国からきた少女』角川文庫、1988
- 『スピリッツ・ガールはお年ごろ』角川文庫、1989
- 『青春の「志」は作曲家 あなたも作曲家になれる』世界文化社　1989
- 『不思議の国からきた少女2 ヤンキー・タイフーン』角川文庫、1990
- 『不思議の国からきた少女3 ウェディング・ベルはまだ早い』角川文庫、1991
- 『ボクとモーツァルトのマジカルミステリーツアー』五月書房、1992

### 舞台台本
- ミラクル

### ミュージカル
- 『シャボン玉とんだ宇宙までとんだ』（原作・音楽）